# Ictinogomphus
Genre
Synonymes
- Austrictinogomphus Fraser, 1940[1]
- Ictinus Rambur, 1842[1]
- Indictinogomphus Fraser, 1939[1]

Ictinogomphus est un genre de libellules de la famille des Gomphidae (sous-ordre des Anisoptères, ordre des Odonates). 

## Liste des espèces
Selon BioLib (17 janvier 2021) :
- Ictinogomphus acutus (Laidlaw, 1914)
- Ictinogomphus alaquopterus Yousuf & Yunus, 1976
- Ictinogomphus angulosus (Selys, 1854)
- Ictinogomphus australis (Selys, 1873)
- Ictinogomphus celebensis (Schmidt, 1934)
- Ictinogomphus decoratus (Selys, 1854)
- Ictinogomphus dobsoni Watson, 1969
- Ictinogomphus ferox (Rambur, 1842)
- Ictinogomphus fraseri Kimmins, 1958
- Ictinogomphus kishori Ram, 1985
- Ictinogomphus paulini Watson, 1991
- Ictinogomphus pertinax (Hagen in Selys, 1854)
- Ictinogomphus pugnovittatus Yousuf & Yunus, 1976
- Ictinogomphus rapax (Rambur, 1842)
- Ictinogomphus regisalberti (Schouteden, 1934)
- Ictinogomphus tenax (Hagen in Selys, 1854)